# Yarokha

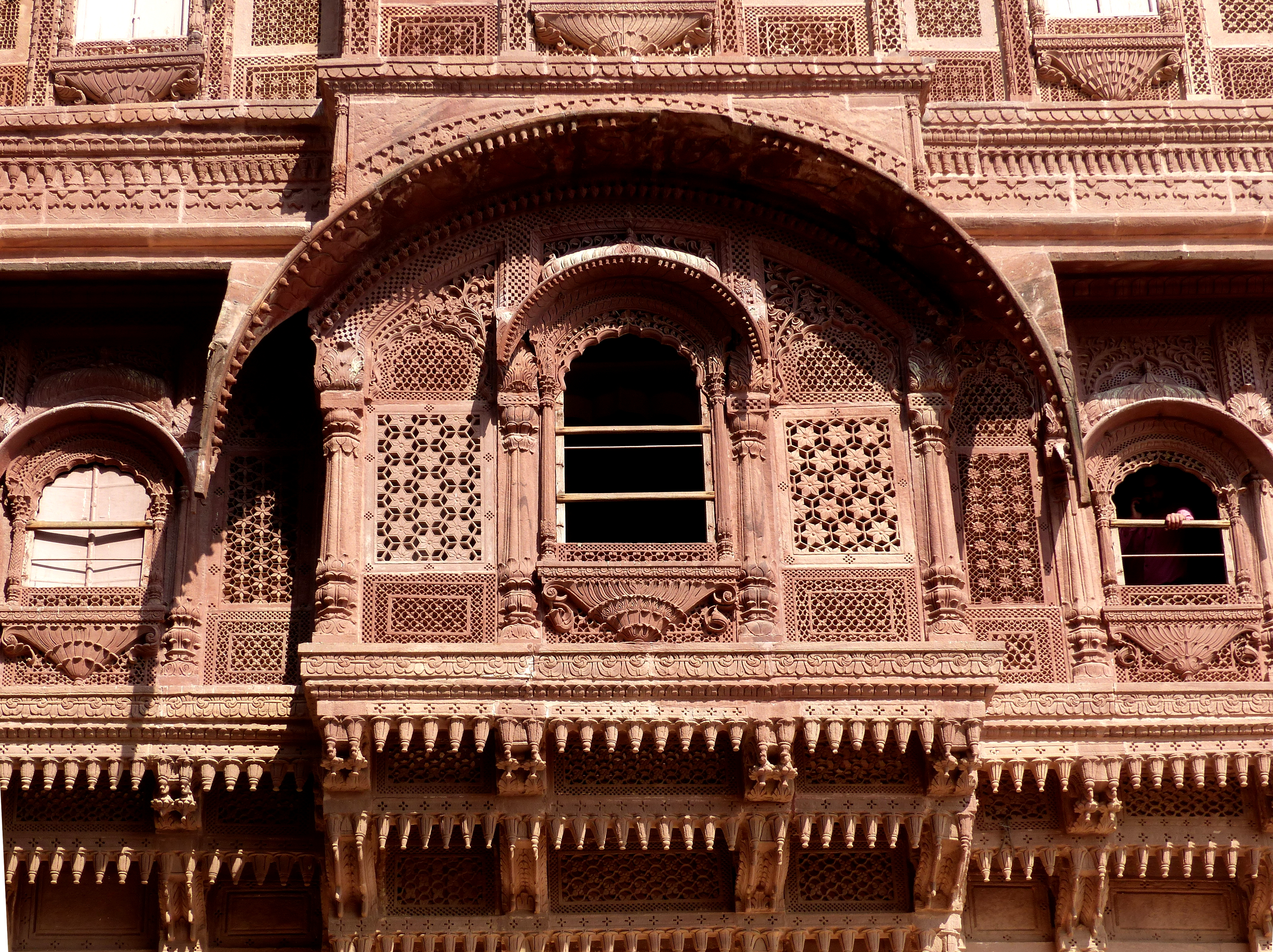
Yaroka en la fortaleza de Mehrangarh, en Jodhpur

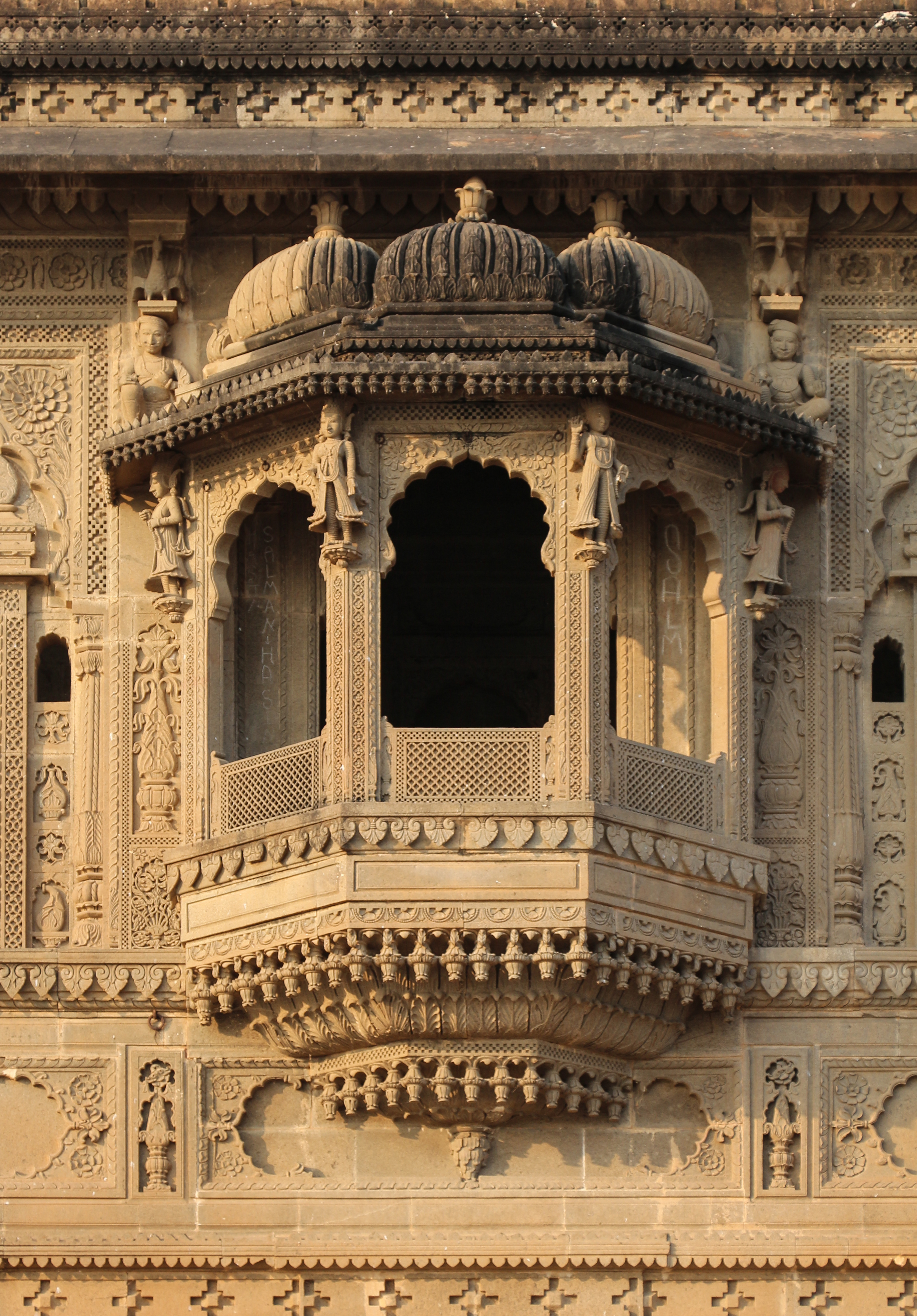
Una yarokha en Maheshwar (Madhya Pradesh)

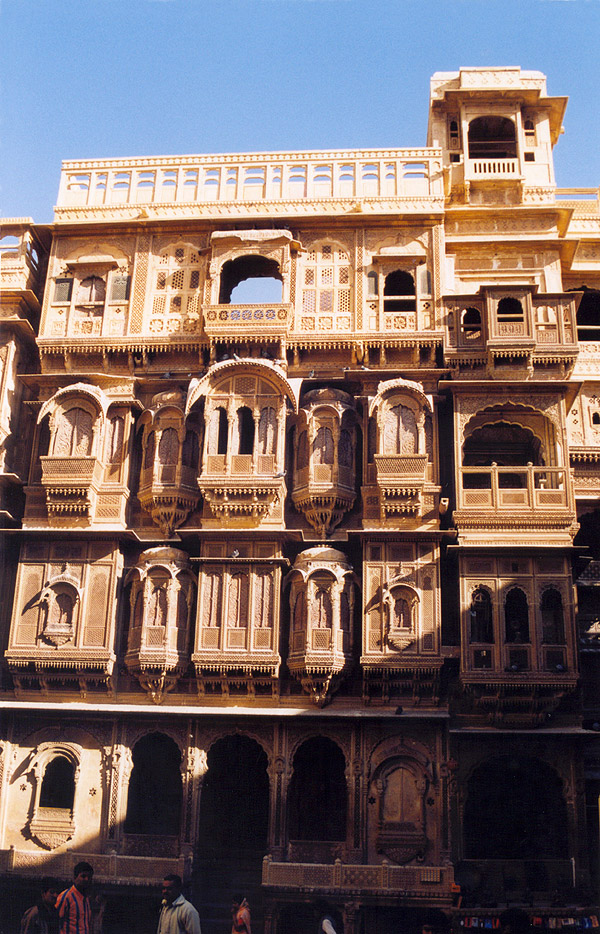
Edificio de estilo havelí con varios yarokas en Jaisalmer, Rayastán

Una yaroka o yarokha (del hindi झरोखा jharokhā o del guyaratí ઝરૂખો jharūkho /d͡ʒʱəɾoːkʰɑː/ 'ventana', 'vista') es un tipo de balcón cerrado que sobresale de la fachada, típico de la arquitectura india medieval de influencia islámica. Es especialmente frecuente en la arquitectura de Rayastán. Además de embellecer las casas, una de las funciones más importantes que cumplían las yarokhas fue permitir que las mujeres vieran la calle sin ser vistas desde fuera. Además, estas ventanas podrían usarse para ocultar a arqueros o espías.
Las ventanas yarokhas suelen ser de piedra y se proyectan desde la pared de un edificio, en un piso superior, con vistas a una calle, mercado, patio o cualquier otro espacio abierto. Se apoya en dos o más ménsulas o voladizos, tiene dos pilares o pilastras, balaustrada y cúpula o techo piramidal; técnicamente cerrado por jaali, pero generalmente parcialmente abierto para que los confinados se asomen y vean pasar las procesiones. La yarokha es más formal y ornamental que la ventana de mirador europea, y es una de las características más distintivas de la fachada en la arquitectura india medieval hasta el siglo XIX.
El balcón proyectado es un elemento esencial de la arquitectura rayastaní, tanto como decoración como plataforma de observación. Las cornisas inclinadas que sobresalen del balcón, llamadas chajja, aumentan la protección tanto del sol de verano como de la lluvia monzónica. Los yarokhas se utilizan principalmente en palacios y templos de estilo havelí.

## Yarokha darshan
Un yharokha darshan era una estructura usada por los gobernantes para mostrarse a su corte o al pueblo. Por lo tanto, era más abierto y no necesariamente construido sobresaliendo de la pared.